# Otvoreno prvenstvo Njemačke u tenisu
Otvoreno prvenstvo Njemačke u tenisu, poznato i pod nazivima German Open ili ATP Hamburg, godišnje je tenisko natjecanje za tenisače u pojedinačnoj konkurencij i parovima. Održava se neprekidno od 1892. u njemačkom gradu Hamburgu. Igra se na zemljanoj podlozi. Dio je ATP World Tour 500 serije. Izvorno se održavao u svibnju kao priprema za Roland Garros, ali vremenom se održavanje turnira ustalilo na srpanj.
Prvih pet izdanja turnira (1892. – 1896.) održano je isključivo za njemačke i austrijske tenisače. Igra parova uvedena je 1902. godine. 
Najviše turnira pojedinačno osvojio je Roger Federer (4), a u parovima Bob Hewitt (6), koji je isto tako igrao sveukupno 7 završnica.

## Vanjske poveznice
- Popis pobjednika na ndr.de